# Crassispira pseudocarbonaria
Crassispira pseudocarbonaria é uma espécie de gastrópode do gênero Crassispira, pertencente à família Pseudomelatomidae.